# Puits de potentiel semi-classique
 (mars 2006).
 (octobre 2016).
Si vous disposez d'ouvrages ou d'articles de référence ou si vous connaissez des sites web de qualité traitant du thème abordé ici, merci de compléter l'article en donnant les références utiles à sa vérifiabilité et en les liant à la section « Notes et références ».
Soit une particule de masse m, sur un axe x'Ox, soumise à une force d'énergie potentielle V(x), en « cuvette ».
L'équation classique du mouvement entre les deux points « tournants » x1(E) et x2(E) tels que V(x) = E a été étudiée dans l'article puits de potentiel.
Le mouvement est périodique de période T(E), l'orbite dans l'espace des phases (x,p) est fermée, et parcourue dans le sens négatif avec cette période. Elle enferme une aire homogène à une action A(E), dont la dérivée est T(E).
En mécanique dite semi-classique, on considère que les actions sont des multiples entiers de la constante de Planck h, soit A(E) = n h, mais on est bien conscient que le niveau le plus bas d'énergie doit correspondre à celui de l'oscillateur harmonique « osculateur », donc on écrit plutôt :
{\displaystyle A(E)=(n-1/2)h}, n entier positif.
(remarque : il est indifférent évidemment d'écrire n+1/2, avec n entier; le 1/2 est difficile à justifier, sans étude analytique précise dans le plan complexe des points tournants. Cf le livre de Sommerfeld[Lequel ?]). 
Cette formule définit de façon simplifiée le spectre d'énergie des états liés de la cuvette, E(n).
On examinera les cuvettes étudiées précédemment. Cela permettra ensuite, par « prolongement analytique », d'étudier facilement les barrières de potentiel et l'effet tunnel.

## Oscillateur harmonique
La cuvette est du type V(x) = 1/2 kx2.
On trouve aisément que les niveaux sont :
{\displaystyle E_{n}=\left(n+{\frac {1}{2}}\right)\hbar \omega _{0}} , n entier (positif ou nul), 
puisque A(E)= T0E ; le niveau fondamental {\displaystyle E_{0}=[0+{\frac {1}{2}}]\hbar \omega _{0}} pouvant se calculer de façon élégante par une astuce sur les inégalités d'Heisenberg.

## Chute libre et rebond
Ce cas a été étudié dans l'article diagramme horaire, sous le nom de cuvette de Torricelli.
Le point matériel, de masse m, tombe sous l'action de la pesanteur g, d'une hauteur H et rebondit élastiquement au sol avec la vitesse  {\displaystyle V^{0}={\sqrt {(}}2gH)} (formule dite de Torricelli).
L'orbite périodique, d'énergie E, dans l'espace des phases s'en déduit immédiatement: c'est la portion z>0 de la parabole :
{\displaystyle mv=\pm m{\sqrt {2g(H-z)}}}
dont l'aire A(E) est donnée par l'antique formule d'Archimède :
{\displaystyle A(E)={\frac {2}{3}}mV^{0}H^{2}\sim E^{3/2}.}
Immédiatement, on en tire le spectre d'énergie : 
{\displaystyle E_{n}=n^{2/3}E_{1}}
avec {\displaystyle E_{1}={\frac {3}{4{\sqrt {(}}2)}}(h^{2}mg^{2})^{1/3}} ,
dont on vérifie aisément l'homogénéité.
Pour le calcul du niveau fondamental, on effectuera le raisonnement simpliste habituel de supposer l'énergie totale minimale soit :
{\displaystyle -{\frac {h^{2}}{m}}H^{3}+mg=0\Longleftrightarrow E_{0}\sim E_{1}}
(inutile en semi-classique d'essayer de pousser plus avant : le calcul correct sera fait en quantique)

## Puits infini
L'orbite de phase du puits infini n'est vraiment pas la plus simple de toute : c'est un rectangle de largeur a et de quantité de mouvement ± √2mE, d'où l'aire
{\displaystyle A(E)=2{\sqrt {(}}2)\cdot {\sqrt {mEa^{2}}}.}
On en déduit immédiatement le spectre : 
{\displaystyle E_{n}=n^{2}E_{1}},
avec {\displaystyle E_{1}={\frac {\hbar ^{2}}{2ma^{2}}}\pi ^{2}},
ce qui est par hasard la formule exacte de la quantique.

## Puits fini
Cette fois, pour un puits de profondeur E0, la mécanique semi-classique est impuissante à résoudre le phénomène suivant : les niveaux d'énergie se rapprochent quand on monte en énergie. Le problème se résout parfaitement en quantique. 
Ici, pour faire simple, nous indiquerons la suggestion de Gamow : la particule est évanescente sur une distance 
{\displaystyle d(E)={\sqrt {\frac {h^{2}}{2m}}}(E^{0}-E)}
et il faut donc prendre comme largeur du puits non pas a, mais a+2d(E). Ceci redonne qualitativement l'allure du spectre ; quantitativement si on se laisse semi-empiriquement la latitude du coefficient numérique devant d(E), de manière à avoir le même nombre (fini) de niveaux d'énergie dans le puits, l'accord est suffisant pour ne pas avoir à pousser les calculs plus loin.

## Puits type puissance
On traite ici le cas plus général d'un puits de la forme :
{\displaystyle E_{p}={\frac {1}{k}}A|x|^{k}.}
Les paragraphes précédents ont permis de voir les cas où k' valait 1, 2 ou était infini.
On généralise aisément le théorème d'Archimède sur la quadrature de la parabole : l'action A(E) vaut
{\displaystyle A(E)=2mV^{0}H{\frac {k}{k+1}}\sim E^{{\frac {1}{k}}+{\frac {1}{2}}}}
d'où le spectre : 
{\displaystyle E_{n}=n^{\frac {2k}{2+k}}E_{1}\ {\text{ avec }}\ E_{1}=C_{k}(A^{2}h^{2k}/m^{k})^{1/(2+k)}},
dont on peut vérifier l'homogénéité, et déduire les cas vus précédemment.
Des considérations à partir du théorème du viriel sont possibles aussi pour ces cas.
Dans le cas où les puits sont finis, on pourra appliquer la règle de Gamow, ce qui redonne en gros, le nombre fini de niveaux d'énergie N(E°).
Remarque importante : on peut être tenté de généraliser aux cas de valeurs de k négatives, et la formule précédente montre qu'il faut être prudent avec k = -2 (force en 1⁄x3); 
Atome d'hydrogène:
mais il se trouve qu'elle donne le bon résultat pour k= -1 :
{\displaystyle E_{n}=-{\frac {1}{n^{2}}}E_{1}}
avec E1 = 13.6 eV, cela peut être retenu comme moyen mnémotechnique, pour les états ns de l'atome d'hydrogène (là encore, on peut consulter l'article saturation des inégalités d'Heisenberg). Par contre, on n'a aucun moyen ici pour retrouver la dégénérescence  2n2 de l'atome-3D.
Ainsi, l'étude semi-classique permet de trouver d'importantes relations entre spectre En et potentiel Ep(x). Réciproquement, peut-on à partir du spectre discret remonter à Ep(x) ? C'est le très célèbre problème de Mac Kac : peut-on entendre la forme d'un tambour ? Ce problème a été traité dans le cas classique (cf puits de potentiel), mais il est beaucoup plus ardu en quantique, et en semi-classique.